# La Serra (Rupit i Pruit)
La Serra és una masia al nord del terme de Rupit i Pruit (Osona) prop del termenal amb la Vall d'en Bas (la Garrotxa). Antiga masia que es troba registrada al fogatge de la parròquia de Sant Andreu de Pruit del 12 d'octubre de 1553. Aleshores habitava el mas un tal Andreu Serra. El mas ha sofert diverses reformes, una de les quals data el segle xix segons indica la llinda d'una finestra datada l'any 1854 i 1856 segons el portal d'entrada.
Masia d'estructura complexa. Un dels cossos és de planta rectangular i cobert a dues vessants amb el carener paral·lel a la façana, formada per un cos de galeries sostingudes per pilars i orientada a migdia. A la part inferior es formen uns porxos que condueixen a un portal rectangular, datat, i a sobre un terrat amb baranes de fusta. A la part de tramuntana d'aquest cos s'adossa una construcció de planta rectangular coberta a dues vessants i amb el carener de nord a sud. Aquesta construcció està envoltada per altres cossos. A la part de tramuntana conserva tres finestres conopials. És construïda amb pedra sense polir unida amb calç i els elements de ressalt són de pedra picada.